# Rexonalismu
El Rexonalismu ([reʃonaˈlismu]; en español, regionalismo) fue una corriente política y cultural presente en Asturias (España) desde principios del siglo XX hasta la guerra civil española.

## Contexto
A comienzos del siglo XX el centro de Asturias recibe oleadas de emigrantes a sus ciudades, Avilés, Gijón, Oviedo y Cuencas Mineras. Ello provoca por un lado la concienciación lingüística de la intelectualidad asturiana, y por otro lado un mayor grado de castellanización en las ciudades asturianas. Además, en esa época se produce la industrialización de Asturias, y el auge de la extracción minera, creando una burguesía asturiana, que luego diversificaría sus negocios en el sector financiero.
En este contexto se forma la Liga pro-Asturias de Nicanor de las Alas Pumariño («Verdadero regionalismo asturiano», Oviedo, 1918) así como la Junta Regionalista del Principado, impulsora de la Doctrina Asturianista (1918) (Álvaro Fernández de Miranda, Ceferino Alonso y José González), apareciendo el regionalismo asturiano, al lado de otras ideologías políticas tradicionalmente ligadas al idioma asturiano como el carlismo o el republicanismo federal.

## Características
En el marco cultural, el regionalismo (a veces nacionalismo) se deja ver en diversas disciplinas artísticas, tales como pintura, música o letras. Así, pintores como Nicanor Piñole o Sebastián Miranda se encuadran dentro del llamado regionalismo, también músicos como Baldomero Fernández, Benjamín Orbón y Eduardo Martínez Torner. En literatura destacan Pepín de Pría, Pachín de Melás -> Vida y obra, Constantino Cabal y Fernán Coronas.

### Literatura
Además de literatura popular, con el siglo XX hay un resurgimiento de lo nacional y lo regional, al que Asturias no es ajena; en el terreno literario se crea en 1919 la Real Academia Asturiana de las Artes y las Letras, y en 1923 la Fiesta de la Poesía Asturiana en el Teatro Jovellanos, posible intento de realización de unos Juegos Florales. Por aquellos tiempos algunos poetas asturianos intentaron unir la litaeratura con el movimiento novecentista que existía en España y especialmente en Cataluña. Si entre las características del Noucentisme catalán está el clasicismo por un lado y el modernismo por el otro (musicalidad, magia, simbolismo...) todo ellos se encuentra en Nel y Flor y en La Fonte del Cai, obras de Pin de Pría; clasicismo también mezclado con un tono melacólico encontramos en Fernán Coronas.
En el teatro se impone con fuerza, en los 30 primeros años de siglo, el llamado Teatru Rexonal Asturianu y de la Naturaleza (Teatro Regional Asturiano y de la Naturaleza); un teatro costumbrista, melodramático, no convencional, diglósico, que va a tener en Pachín de Melás a su principal autor y a la Compañía Asturiana su primer medio de difusión.
En la prosa, entre otras cosas similares están Les Charles... con sabor localista gijonés de Adeflor.

## Autores Literarios
- Adeflor
- Fernán Coronas
- Francisco Fernández Prieto
- Perfecto Fernández Usatorre
- Enrique García Rendueles
- Fabriciano González García
- Pachín de Melás  -> Vida y obra
- Pin de Pría
- Pepín Quevedo
- Marcos del Torniello